# 胡恒山
胡恒山（1921年10月—2021年1月28日），男，湖北天门人，中华人民共和国政治人物，曾任中共湖北省纪委书记，湖北省政协副主席，第三、四、五届全国人大代表。